# Richard Mollier
Richard Mollier (Trieszt, 1863. november 30. – Drezda, 1935. március 13.) ausztriai születésű német fizikus, gépészmérnök, a Göttingeni és a Drezdai Egyetem tanára, a termodinamika alapjait képező fizikai anyagjellemzők élenjáró kutatója. Kiemelkedő eredményeket ért el a víz, a vízgőz és a nedves levegő fizikai állapotjellemzőinek kutatásában.

## Élete

### Származása, családja
Az Osztrák–Magyar Monarchia polgáraként született. Apja a pfalzi Montabaurból való Eduard Mollier (1828–1906) hajóépítő mérnök volt, a trieszti E. Mollier hajógyár műszaki igazgatója, Martin Joseph Mollier földbirtokos (1796–1848) fia.
Anyja a felső-pfalzi Riedenburgból származó Armine von Dyck (1836–1910) volt, az 1861-ben bajor nemesi címet kapott Carl von Dyck vasúttisztnek (1803-1888), a müncheni távíróhivatal igazgatójának leánya.
Fivére, Siegfried (?–?) 1908-ban feleségül vette Elisabeth Barkhausent (1885–1974), a brémai Friedrich Barkhausen (1840–1896) és Catharina Hegeler (1851–1928) leányát, Heinrich Barkhausen fizikus  (1881–1956) húgát.
Húga, Hilde Mollier (1876–1967) a Müncheni Műszaki Főiskola egyik első női hallgatója, majd Oskar Knoblauch professzor (1862–1946) asszisztense lett 1909-ig, ekkor feleségül ment sógorához, Heinrich Barkhausenhez, aki később a Drezdai Műszaki Egyetem professzora, a tudományos akadémia tagja lett, nevéhez az akusztika és a nagyfrekvenciás elektrofizika több fontos jelenségének felfedezése fűződik.

### Iskolái, pályakezdése
Richard Mollier 1882-ben érettségizett a trieszti német gimnáziumban. Felsőfokú tanulmányait a grazi Károly–Ferenc Tudományegyetemen kezdte, majd a Müncheni Műszaki Főiskolán (a mai Műszaki Egyetemen) folytatta. A főiskola docensi rangú magántanára (Privatdozent) lett, első publikációi az elméleti géptan területén jelentek meg. Műszaki doktori disszertációját „A gázok entrópiájáról” (Über die Entropie der Gase) címmel 1895-ben védte meg a müncheni Műegyetemen.

### Tudományos pályafutása
1896-tól egy tanéven át a göttingeni György Ágost-Egyetemen dolgozott. 1897-ban a Drezdai Műszaki Egyetemen kinevezték a géptan rendes egyetemi tanárává, a nyugállományba vonuló Gustav Zeuner professzor (1828–1907) utódaként.
1904-ben Drezdában, majd 1906-ban Berlinben is megjelentette „Új diagramok a műszaki hőtanhoz” (Neue Diagramme zur Technischen Wärmelehre) című könyvét, az ebben leírt módszerek jelentősen leegyszerűsítették a műszaki termodinamikai folyamatok mérnöki számításait.
Több német és nemzetközi tudományos egyesület munkájában részt vett. 1909-ben ő képviselte Németországot a Nemzetközi Hűtéstechnikai Egyesület első kongresszusán.
Munkásságának jelentős nemzetközi elismeréseként 1923-ban a termodinamikával foglalkozó tudósok Los Angelesben tartott világkongresszusa határozatba tette, hogy minden olyan műszaki állapot-diagramot, amelynek egyik tengelyére az entalpiát vitték fel, Mollier nevéről „Mollier-digramnak” neveznek. Ezek közül a két legismertebb a vízgőz h–s (entrópia–entalpia) diagramja, amely a Carnot-körfolyamat számítását könnyíti meg, és a nedves levegő h-x diagramja, a levegőkezelés és a klímatechnika számításainak alapvető segédeszköze.

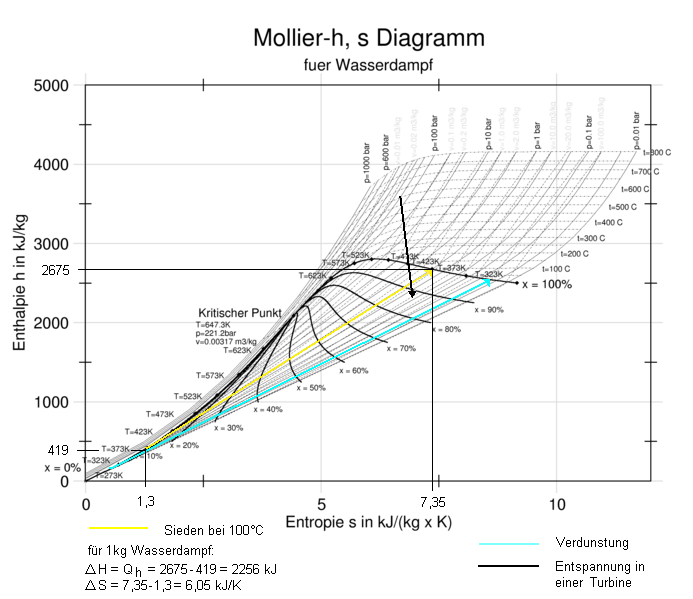
Mollier h–s diagram (entrópia–entalpia diagram) vízgőzre (1 bar = 0,1 MPa nyomáson)
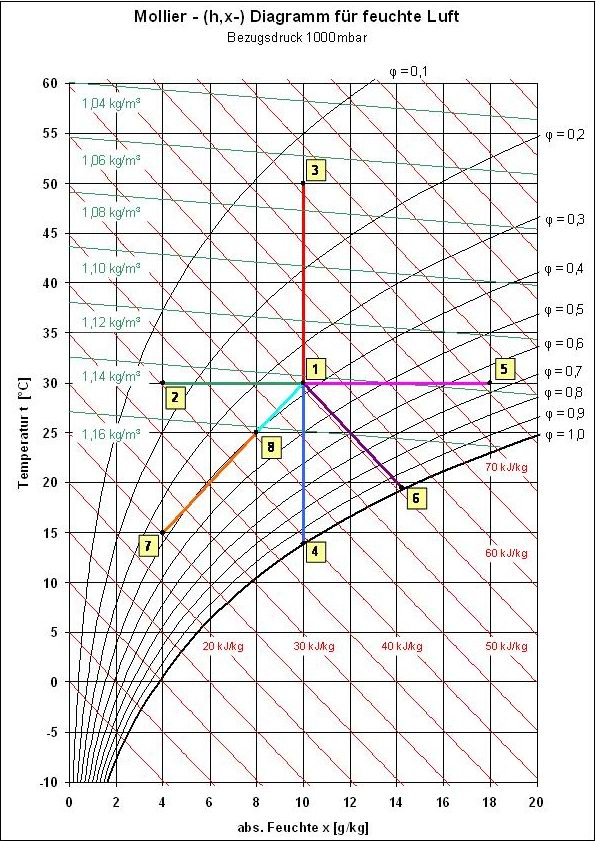
Mollier h–x diagram nedves levegőre, a levegőkezelés főbb folyamatainak ábrázolásával
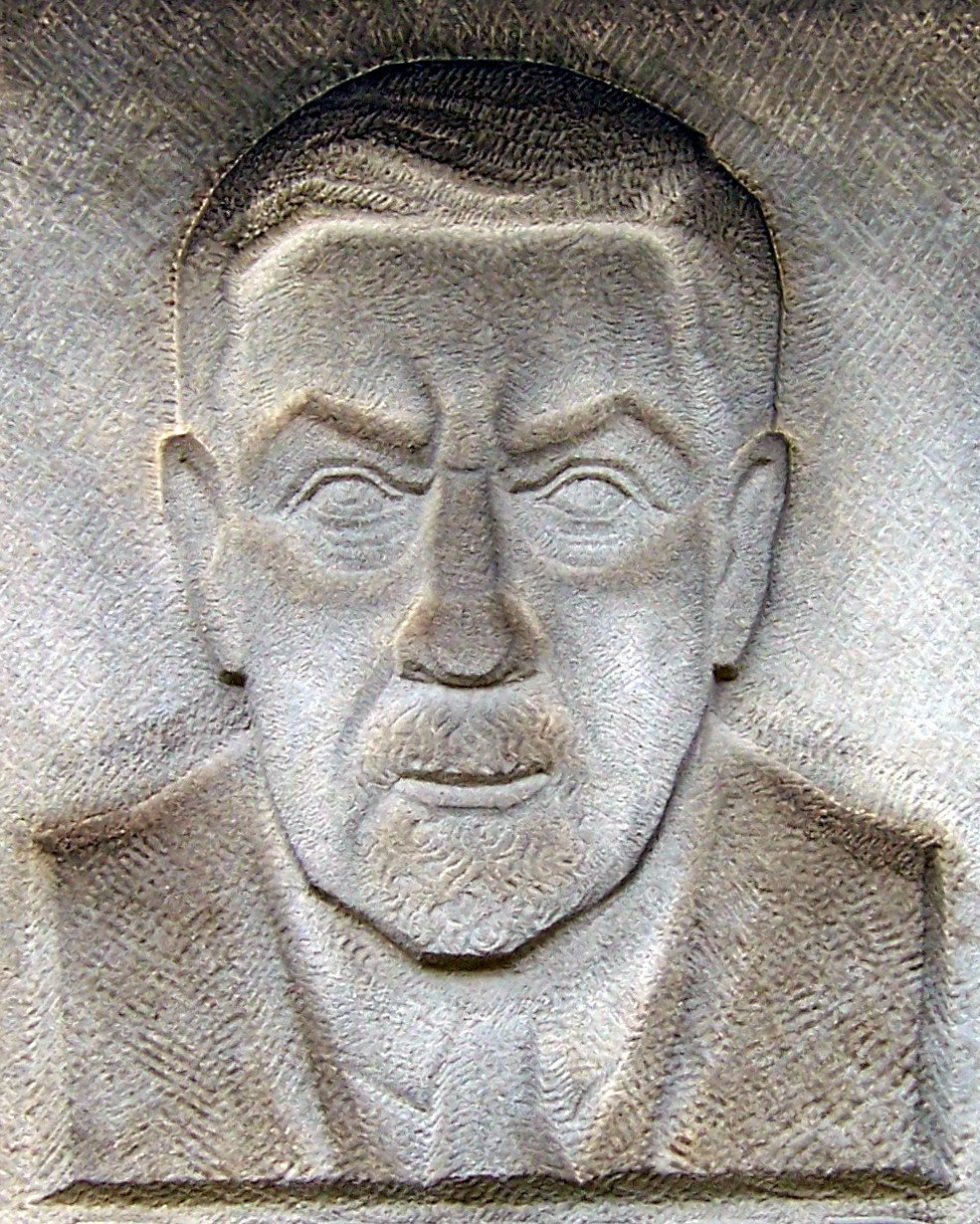
Arcképe Drezdában, a születése századik évfordulójára avatott emléktáblán
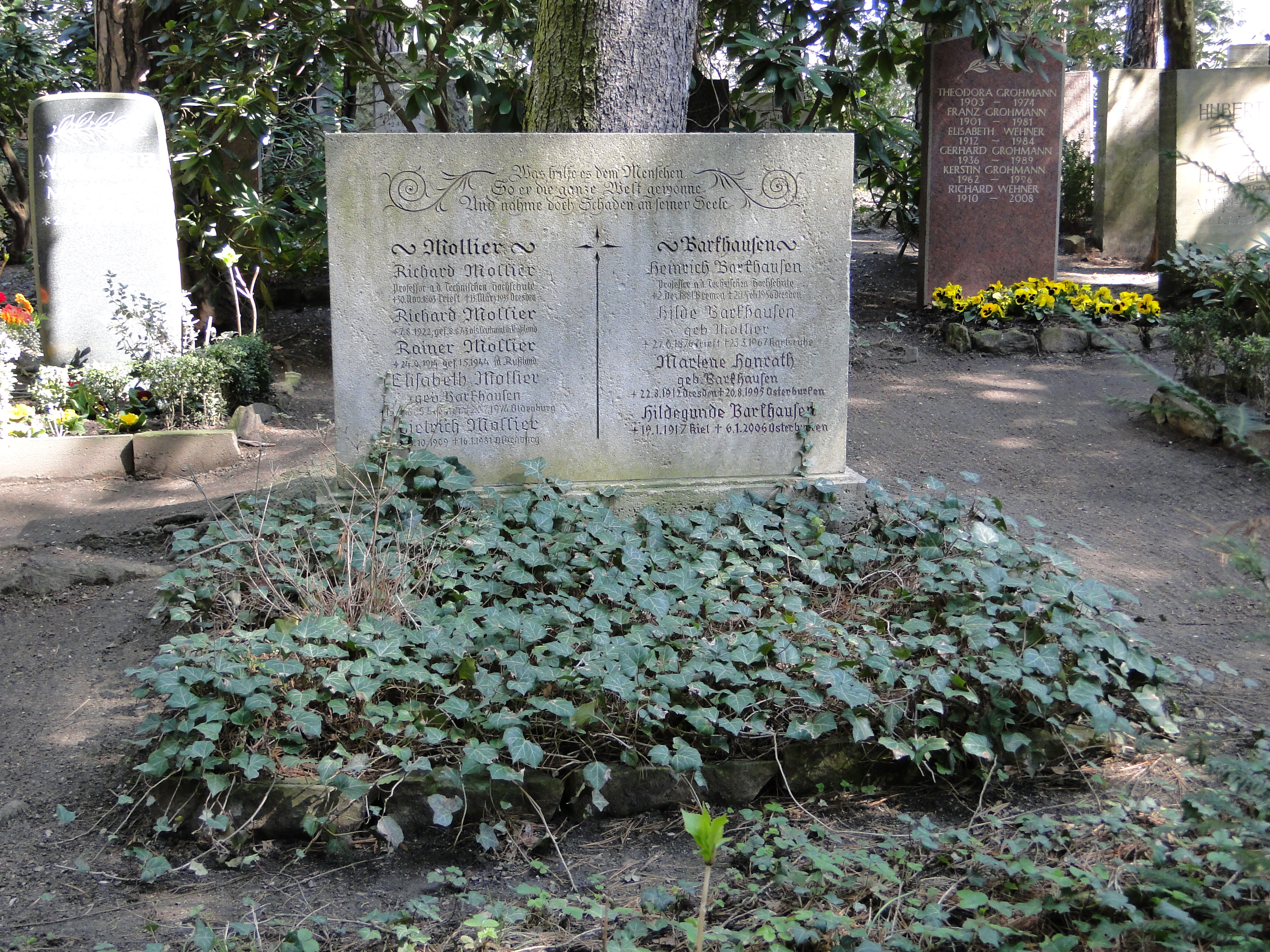
Sírhelye Drezdában, a tolkewitzi urnatemetőben

1919-ben titkos tanácsosi rangot kapott, a Braunschweigi Műszaki Egyetem díszdoktorává  (Dr.-Ing. E. h.) fogadta. 1928-ban a Német Mérnökök Egyesülete (Verein Deutscher Ingenieure, VDI) a Franz Grashofról elnevezett Grashof-emlékérmét (Grashof-Denkmünze) adományozta Mollier-nak.
1931-ben nyugállományba vonult, de professor emeritusként 1933-ig dolgozott a Drezdai Egyetemen. 1935-ben hunyt el Drezdában. Sírja a tolkewitzi urnatemetőben (Urnenhain Tolkewitz) található.

## Emlékezete
A Drezdai Műszaki Egyetemen egy új oktatási épület, a „Mollier-Bau” viseli a nevét. Mollier századik születésnapján, 1963-ban itt avattak fel emléktábláját.

## Hatása
Tanítványai közül többen is a termodinamika világhírű tudósai lettek, köztük Wilhelm Nusselt (1882–1957) és a „hűtéstechnika pápájaként” emlegetett Rudolf Plank (1886–1973).
A Mollier-diagramok bekerültek a fizikusok és gépészmérnökök alapvető tananyagába, nyomtatott és digitalizált változataikat tudósok és mérnökök generációi használják napi munkájukban.

## Főbb művei, publikációi
- Das Wärmediagramm (Entropie-Temperatur-Diagramm) (1893) – Online a drezdai SLUB (Sächsische Landesbibliothek – Staats- und Universitätsbibliothek) honlapján.
- Die Entropie der Wärme (1895)
- Dampftafeln und Diagramme des Kohlendioxid (1896)
- Neue Diagramme zur Technischen Wärmelehre (1904)

## Kapcsolódó irodalom
- 117122173 dokumentumai a Német Nemzeti Könyvtár (DNB) állományában
- K. Mauersberger (2008. február 8.). „Die Mollier-Diagramme – bahnbrechende Hilfsmittel” (német nyelven) (pdf). Dresdner Universitätsjournal 19 (Nr. 16), 9. o. [2018. október 2-i dátummal az eredetiből archiválva]. (Hozzáférés: 2018. október 1.), (Lelőhelye: Dresdner Universitätsjournal archívuma).
- Heinz Jungnickel. Richard Mollier (1863 bis 1935) – Ein Vertreter der Dresdner Schule der Technischen Thermodynamik, Lebensbilder von  Ingenieurwissenschaftlern (német nyelven). Leipzig: G. Buchheim – R. Sonnemann (1989)
- A légpárásítás egyszerű magyarázata. Mi a h,x diagram?. condair.hu. (Hozzáférés: 2018. október 1.)